# Milan Kymlička (skladatel)
Milan Kymlička (15. května 1936 Louny – 9. října 2008 Toronto) byl český hudební skladatel.

## Život
Narodil se 15. května 1936 v Lounech a jeho otec byl houslista. Milan se už jako chlapec učil hrát na akordeon, ale také zpíval a později hrál i na housle, klarinet a flétnu. Na klavír se učil u skladatele a pedagoga Aloise Sarauera.
Vystudoval Pražskou konzervatoř, kde ho učil Emil Hlobil, a Hudební a taneční fakultě Akademie múzických umění v Praze. Jako jediný československý student byl tehdy také vybrán ke studiu skladby u Bohuslava Martinů, ale nakonec nedostal povolení k vycestování (B. Martinů učil v Římě).
Po násilném ukončení pražského jara v roce 1968 emigroval do Kanady, kde už od roku 1948 žil jeho bratr Bohuslav. Milan Kymlička se se svou ženou Marií a dcerou Naďou usadil v Torontu a v roce 1974 získal kanadské státní občanství. Po roce 1989 se opakovaně vracel do své rodné země, kde působil především ve Smecky Music Studiu v ulici Ve Smečkách, ale nahrával také třeba na Kavčích Horách, v České televizi, Rudolfinu a ve Státní opeře.
Zemřel na rakovinu tlustého střeva.

## Dílo
Do roku 1968 zkomponoval ještě v Československu hudbu ke dvaceti filmům, balet, koncert pro violoncello a orchestr, několik smyčcových kvartetů a řadu drobnějších skladeb, zejména pro klavír. Skládal i populární hudbu.
V 60. letech doprovázela jeho hudba animované filmy Václava Bedřicha, skládal hudbu pro Milana Drobného, Josefa Laufera, Hanu Zagorovou či Petra Nováka. S písní Až jednou, jejímž autorem je také Milan Kymlička, vyhrál Milan Drobný v roce 1968 hudební soutěž Děčínská kotva.
V emigraci získal první skladatelskou příležitost roku 1970, kdy složil hudbu k dětské show Upsy Downsy Town. Jeho práce byla velmi příznivě přijata a odstartovala další pracovní nabídky. Stal se pak autorem hudby např. k seriálům Lassie, Babar, Nekonečný příběh, Alfred Hitchcock uvádí, k filmům Malí muži, Svatba v bílém, Život hrdiny, Ztracený svět.
Po roce 1989 napsal hudbu pro film Vojtěcha Jasného Návrat ztraceného ráje, režiséra Václava Marhoula Mazaný Filip a pro seriálovou pohádku O ztracené lásce.

## Ocenění
V roce 1995 získal cenu Harold Moon pro hudební osobnost roku za přínos kanadské hudbě. V témže roce získal Genie Award za nejlepší filmovou hudbu roku k filmu Margaret’s Museum. Za hudbu k filmu Mazaný Filip byl nominován na Českého lva.